# Station Maiko
Station Maiko (舞子駅, Maiko-eki) is een spoorwegstation in de wijk Tarumi-ku in Kobe, Japan. Het wordt aangedaan door de JR Kobe-lijn. Het station heeft twee sporen. Het station bevindt zich vlak naast het station Maiko-kōen aan de Sanyō-lijn. De stations worden gescheiden door de Maiko Tio, een wolkenkrabber.

## Treindienst

### JR West
| 1 | ■ JR Kobe-lijn | richting Nishi-Akashi en Himeji        |
| 2 | ■ JR Kobe-lijn | richting Sannomiya, Amagasaki en Osaka |

## Geschiedenis
Het station werd in 1896 als stopplaats geopend. In 1906 kreeg het de status van station.

## Overig openbaar vervoer
Bussen 51, 52, 53, 54, 59 en 191 van het busnetwerk van Kōbe.

## Stationsomgeving
De omgeving wordt gedomineerd door de Akashi-Kaikyo-brug, een grote hangbrug welke Kōbe met het eiland Awaji verbindt. Daarnaast is ook de wolkenkrabber Maiko Tio ook een gezichtsbepalend gebouw: het is veruit het hoogste gebouw in de omgeving.
- Maiko-kōen aan de Sanyō-lijn
- Maiko-park
  - Sonbun-gebouw (Japans rijksmonument)
  - Wetenschapsmuseum op de Brug
  - Akashi-Kaikyo-brug
- Maiko Hotel
- Seaside Hotel Maiko Villa
- Sunkus
- Autoweg 2

(Tōkaidō-lijn<<) · Ōsaka · Tsukamoto · Amagasaki · Tachibana · Koshienguchi · Nishinomiya · Sakura-Shukugawa · Ashiya · Konan-Yamate · Settsu-Motoyama · Sumiyoshi · Rokkomichi · Nada · Sannomiya · Motomachi · Kōbe · Hyōgo · Shin-Nagata · Takatori · Suma-Kaihinkōen · Suma · Shioya · Tarumi · Maiko · Asagiri · Akashi · Nishi-Akashi · Okubo · Uozumi · Tsuchiyama · Higashi-Kakogawa · Kakogawa · Hoden · Sone · Himeji-Bessho · Gochaku · Himeji · (>>Sanyō-lijn) 

Wadamisaki-lijn: Hyōgo · Wadamisaki